# Daniel Holdsworth
Pour les articles homonymes, voir Holdsworth.

a Compétitions nationales et continentales officielles uniquement.

Daniel Holdsworth, né le 27 avril 1984 à Perth, est un joueur de rugby à XIII australien évoluant au poste de demi d'ouverture dans les années 2000 et 2010.
Né en Australie, Daniel Holdsworth se tourne rapidement pour le rugby à XIII. Il commence sa carrière professionnelle avec les St. George Illawarra Dragons en 2004. Après deux saisons où il a peu de temps de jeu, il décide de rejoindre les Canterbury-Bankstown Bulldogs en 2006 et il y devient dès sa première saison titulaire au poste de demi d'ouverture, il y dispute à deux reprises les phases finales de la National Rugby League en 2006 et 2009 mais les Bulldogs n'ont jamais pu atteindre la finale. Après quatre saisons aux Bulldogs, il prend lors de la saison 2010 la direction de la Super League et des Salford City Reds où après une année d'adaptation réussie malgré une place non-qualificative aux phases finales, il devient capitaine à partir de la saison 2011.